# Aeroportul Bubaque
Aeroportul Bubaque (IATA: BQE, ICAO: GGBU) este un aeroport din Regiunea Bolama, Província Sul⁠(d), Guineea-Bissau.
Situat la o altitudine de 24 m, aeroportul dispune de o singură pistă.